# Zbigniew Stanisław Karwacki
Zbigniew Stanisław Karwacki (ur. 1955, zm. 11 listopada 2020) – polski lekarz anestezjolog, prof. nadzw. dr hab.

## Życiorys
Obronił pracę doktorską, 23 lutego 2004 habilitował się na podstawie pracy zatytułowanej Wpływ sevofluranu i propofolu na reakcję astro- i mikrogleju w doświadczalnym krwiaku śródmózgowym u szczura. Został zatrudniony na stanowisku profesora uczelni w Katedrze Anestezjologii i Intensywnej Terapii na Wydziale Lekarskim Gdańskiego Uniwersytetu Medycznego.
Był profesorem nadzwyczajnym Katedry Anestezjologii i Intensywnej Terapii Wydziału Lekarskiego z Oddziałem Stomatologicznym Gdańskiego Uniwersytetu Medycznego.
Zmarł 11 listopada 2020.

## Odznaczenia
- Srebrny Krzyż Zasługi (2007)[4]